# Рімір (Міннесота)
Рімір (англ. Remer) — місто (англ. city) в США, в окрузі Кесс штату Міннесота. Населення — 391 особа (2020).

## Географія
Рімір розташований за координатами 47°3′25″ пн. ш. 93°54′45″ зх. д. / 47.05694° пн. ш. 93.91250° зх. д. (47.056870, -93.912423).  За даними Бюро перепису населення США в 2010 році місто мало площу 3,56 км², уся площа — суходіл.

## Демографія
Згідно з переписом 2010 року, у місті мешкало 370 осіб у 175 домогосподарствах у складі 95 родин. Густота населення становила 104 особи/км².  Було 208 помешкань (58/км²).
Расовий склад населення:
| - 96,8 % — білих - 1,9 % — корінних американців |

До двох чи більше рас належало 1,4 %. Частка іспаномовних становила 1,6 % від усіх жителів.
За віковим діапазоном населення розподілялося таким чином: 22,2 % — особи молодші 18 років, 55,9 % — особи у віці 18—64 років, 21,9 % — особи у віці 65 років та старші. Медіана віку мешканця становила 43,5 року. На 100 осіб жіночої статі у місті припадало 87,8 чоловіків;  на 100 жінок у віці від 18 років та старших — 88,2 чоловіків також старших 18 років.
Середній дохід на одне домашнє господарство  становив 39 070 доларів США (медіана — 24 091), а середній дохід на одну сім'ю — 48 560 доларів (медіана — 36 625). Медіана доходів становила 36 875 доларів для чоловіків та 32 500 доларів для жінок. За межею бідності перебувало 35,3 % осіб, у тому числі 61,6 % дітей у віці до 18 років та 26,0 % осіб у віці 65 років та старших.
Цивільне працевлаштоване населення становило 167 осіб. Основні галузі зайнятості: освіта, охорона здоров'я та соціальна допомога — 35,3 %, мистецтво, розваги та відпочинок — 15,0 %, будівництво — 14,4 %.